# Latirhinus
Latirhinus is een geslacht van plantenetende ornithischische dinosauriërs, behorend tot de groep van de Euornithopoda, dat tijdens het late Krijt leefde in het gebied van het huidige Mexico. De enige benoemde soort is Latirhinus uitstlani.

## Vondst en naamgeving
In 1987 en 1988 werd door het geologisch instituut van de Universidad Nacional Autónoma de México nabij Parras de la Fuente op de Ejido Presa San Antonio-vindplaats een skelet opgegraven van een hadrosauride. Het was oorspronkelijk ontdekt door de amateurpaleontoloog Don Ramón López. Het specimen kreeg de bijnaam "Isauria". In 2006 werd het verwezen als een Gryposaurus sp. Het bleek bij nader inzien echter om een onbekend taxon te gaan waarnaar jarenlang verwezen werd als de Sabinas saurolophine, naar het Sabinasbekken.

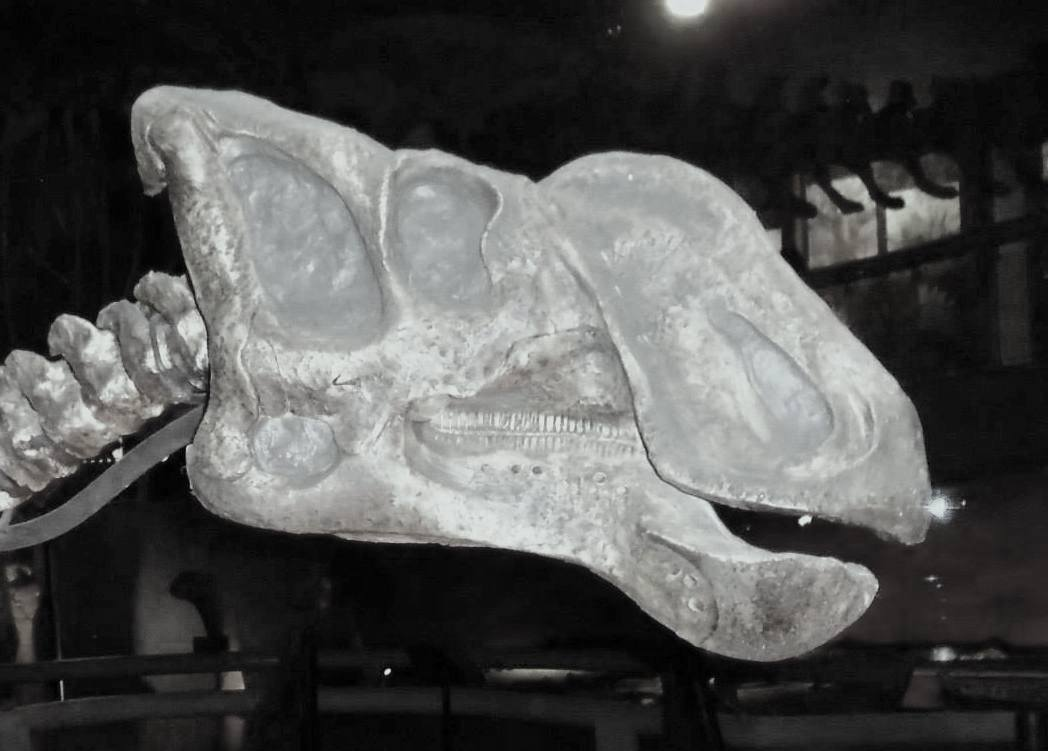
De schedel bleek achteraf of van een andere soort te zijn geweest of helemaal fout te zijn geïnterpreteerd

In 2012 werd de typesoort Latirhinus uitstlani benoemd en beschreven door Albert Prieto-Márquez en Claudia Inés Serrano Brañas. De geslachtsnaam is afgeleid van het Latijnse latus, "breed", en het Oudgriekse ῥίς, rhis, "neus", een verwijzing naar de brede snuit. De soortaanduiding betekent "zuidelijk" in het Nahuatl, een verwijzing naar de zuidelijke locatie op het toenmalige subcontinent Laramidia.
Het holotype, IGM 6583, is gevonden in lagen van de Cerro del Pueblo-formatie die dateren uit het late Campanien. Het bestaat uit een gedeeltelijk skelet met gedeeltelijke schedel. Bewaard zijn gebleven: het rechterneusbeen, tien ruggenwervels, veertien staartwervels, een linkerschouderblad, een rechterravenbeksbeen, beide opperarmbeenderen, beide ellepijpen, het derde en vierde middenhandsbeen van de rechterhand, de bovenkant van het rechterzitbeen, beide dijbeenderen, beide scheenbeenderen, beide kuitbeenderen, het linkersprongbeen, beide derde en vierde middenvoetsbeenderen, de bovenste teenkootjes van de rechtervoet en een voetklauw.
In 2021 concludeerde een studie dat het holotype een chimaera was van vijf individuen behorend tot vermoedelijk drie soorten. De naam Lathirhinus werd beperkt tot het materiaal van de voorpoten, achterpoten, schoudergordel, bekken en staart. Drie individuen bleken een aparte grote saurolophine te vertegenwoordigen. Een vierde individu was een kleine lambeosaurine. Die kwam van een andere locatie, de Cerro de los Dinosaurios, en was ten onrechte door de ontdekker met het andere materiaal samengevoegd. Nog een vierde soort werd geïdentificeerd op de oorspronkelijke vindplaats, een kleine saurolophine.
Datzelfde jaar echter concludeerde een opvolgende studie dat het holotype toch grotendeels tot één individu behoorde, met uitzondering van een rechterjukbeen (eerst voor een neusbeen aangezien) en een rechterschouderblad. De specimina IGM 12712, zijnde het rechterjukbeen; IGM 12715, een rechterkuitbeen; en IGM 12716, drie sacrale wervels, werden toegewezen.

## Beschrijving
Latirhinus is een vrij forse saurolophine. Het dijbeen is een meter lang wat wijst op een lichaamslengte van zo'n zeven meter. In 2021 werd de lichaamslengte geschat op 8,72 meter. De tweede studie uit 2021 wees erop dat als IGM 12712 inderdaad een jukbeen is, dit toebehoort moet hebben aan een gigantisch individu.
Latirhinus onderscheidt zich volgens de beschrijving van 2012 door het bezit van een hoog boogvormig uitsteeksel op de snuit. Andere mogelijke onderscheidende kenmerken zijn het bezit van een brede uitholling voor het neusgat en een naar voren en omhoog gebogen kam voor de aanhechting van de musculus deltoides op het schouderblad. De schedel kan volgens de revisie van 2021 geen onderscheidende kenmerken opleveren daar die geen deel meer uitmaakt van het materiaal. Nieuwe autapomorfieën werden gevonden in het ravenbeksbeen en het darmbeen. Volgens de opvolgende studie uit 2021 is de neusvorm een illusie geschapen door het plaatsen van het jukbeen op de snuit.

## Fylogenie
Latirhinus is door de beschrijvers in 2012 in de Saurolophinae geplaatst, als een vermoedelijk nauwe verwant van Gryposaurus, Kritosaurus en Secernosaurus. In 2021 werd het ingeperkte holotype echter in de Lambeosaurinae geplaatst. Dat werd bevestigd door de tweede studie uit dat jaar.